# دة نسا عليا
دة نسا عليا هي قرية في مقاطعة سميرم، إيران. عدد سكان هذه القرية هو 374 في سنة 2006.